# PaysafeCard
PaysafeCard ist ein elektronisches Zahlungsmittel nach dem Prepaid-Prinzip für Zahlungen im Internet. Derzeit wird PaysafeCard in ungefähr 50 Ländern angeboten. Die Kunden können bei Verkaufsstellen (z. B. bestimmten Tankstellen, Postämtern und Tabakläden) 16-stellige Codes mit einem Prepaid-Guthaben erwerben. Die verfügbaren Beträge sind länderabhängig und bewegen sich meist im Bereich von 5 € bis 100 €. Die Codes können zur Begleichung von Klein- und Mittelbeträgen bis 1000 € in den Zahlungsformularen von Online-Shops eingegeben werden, etwa bei Anbietern in den Bereichen Online-Spiele, Telekommunikation, Unterhaltungsindustrie, Social Media, Online-Partnervermittlungen und für Warengutscheine im elektronischen Handel. PaysafeCard Codes sind nicht zur telefonischen oder schriftlichen Weitergabe vorgesehen, entsprechende Aufforderungen sind meist Betrugsversuche.
Weitere vom Unternehmen angebotene Services und Produkte sind die PaysafeCard App, das Online-Zahlungskonto myPaysafe, die PaysafeCard Mastercard und die 2018 eingeführte Zahlungslösung Paysafecash.
Im August 2015 wurde die Firma zu 100 % von der internationalen Optimal Payments Gruppe übernommen, die sich ihrerseits im November 2015 in Paysafe Group umbenannte. Seither ist PaysafeCard – neben anderen Online-Payment-Anbietern wie Skrill und Neteller – eine Marke von Paysafe.

## Geschichte
Nach der Gründung in Wien im Jahr 2000 entwickelte sich das Unternehmen im Laufe der Jahre zu einem multinationalen Konzern mit Tochtergesellschaften unter anderem in London, Düsseldorf und Luzern. Ab 2013 wurde PaysafeCard zweimal durch internationale Zahlungsdienstleistungsgruppen übernommen und inspirierte den Namen der neu formierten Paysafe Group.

### Anfangsjahre
Die paysafecard Wertkarten AG wurde im März 2000 von einem vierköpfigen Team – Armin Sageder (erster CEO), Michael Müller, Reinhard Eilmsteiner und Michael Altrichter – in Wien gegründet. Das Ziel war, eine sichere Prepaid-Bezahlmethode für das Internet nach dem Vorbild der Telefonwertkarte ohne Risiko für Konten- und Kreditkartendaten zu entwickeln. Führender Investor war der österreichische Industrielle Hannes Androsch, die technische Infrastruktur für die von PaysafeCard entwickelte Software wurde anfangs von IBM Österreich gestellt. Im September 2000 ging die Zahlmethode PaysafeCard in Österreich live, Ende Mai 2001 auch in Deutschland. Zunächst wurden vorgedruckte Wertkarten mit festgesetzten Guthaben verkauft, 2002 stellte PaysafeCard schrittweise von vorgedruckten Wertkarten auf erst in der Verkaufsstelle ausgedruckte Bons („E-Voucher“) um. Im Jahr 2004 wurde Michael Müller CEO der PaysafeCard.
Da die Verkaufs- und die Akzeptanzstellen für PaysafeCard verschiedene Unternehmen sind (im Gegensatz etwa zu firmeninternen Gutscheinen), gilt der Handel mit ihnen als Bankgeschäft und bedarf der bankenrechtlichen Genehmigung. PaysafeCard wurde zunächst in Österreich von der Bawag P.S.K., in Deutschland von der Commerzbank herausgegeben und wurde so zur ersten bankenrechtlich genehmigten Prepaid-Karte in Europa.
Das Unternehmen, das in seinen ersten Jahren die für die Branche finanziell schwierige Zeit der geplatzten Dotcom-Blase überstehen musste, erreichte 2005 erstmals die Gewinnschwelle.
Ende desselben Jahres wurde PaysafeCard für die kommenden Jahre eine EU-Förderung bewilligt, im Rahmen des eTen-Programms für den Auf- und Ausbau elektronischer Dienste mit transeuropäischer Dimension.
Mit dieser Unterstützung startete PaysafeCard 2006 das operative Geschäft in Großbritannien, Spanien, Griechenland, Slowenien und der Slowakei. 2007 überstieg die Zahl der mit PaysafeCard durchgeführten Transaktionen erstmals 10 Millionen.

### Banklizenzen und internationale Expansion
2008 erhielt paysafecards britische Tochtergesellschaft Prepaid Services Company Ltd. von der Financial Services Authority eine EU-weite Lizenz zur Herausgabe von elektronischem Geld; dadurch wurde PaysafeCard in der EU von herausgebenden Bankinstituten unabhängig. In den folgenden Jahren startete PaysafeCard mit dieser Lizenz sukzessive in allen EU-Staaten (mit Ausnahme Estlands) und im EWR-Land Norwegen.
Ebenfalls 2008 erhielt die Schweizer Tochter paysafecard.com Schweiz GmbH von der Eidgenössischen Finanzmarktaufsicht (FINMA) eine Lizenz als Finanzintermediär. Diese Lizenz wird teils für internationale Expansion verwendet, neben rein nationalen Lizenzen für paysafecard-Tochterfirmen in den entsprechenden Ländern. 2009 erhielt paysafecard auch eine Mastercard-Lizenz zur Ausgabe entsprechender Kreditkarten.
2009 ging PaysafeCard mit Argentinien im ersten außereuropäischen Land online, im Jahr darauf folgten die USA und Mexiko. Bis 2016 startete PaysafeCard auch in der Türkei, in Kanada, Peru, Uruguay, Australien, Neuseeland, Kuwait, Saudi-Arabien und Georgien. 2017 meldete die Firma, in den Vereinigten Arabischen Emiraten und Brasilien live zu gehen.

### Übernahmen
Im August 2011 übernahm und verschmolz PaysafeCard den niederländischen Mitbewerber Wallie.
Im Februar 2013 wurde die paysafecard Gruppe zu 100 % vom britischen E-Wallet-Anbieter Skrill für 140 Millionen € erworben. Skrill hatte schon 2011 das österreichische Start-Up Payolution übernommen, einen White-Label-Dienstleister für Onlineshops, der E-Payment-Methoden zu Kauf auf Rechnung und Ratenzahlung anbietet. Skrill, PaysafeCard und Payolution waren fortan die Marken der Skrill Group. Im Februar 2014 übergab CEO Michael Müller nach 10 Jahren die Leitung an seinen Bruder Udo Müller, im Juli erfolgte die Umwandlung der paysafecard Wertkarten AG zur paysafecard Wertkarten GmbH. Im November 2014 kaufte Skrill auch den britischen paysafecard-Konkurrenten Ukash und verschmolz ihn mit PaysafeCard.
Die Skrill Group wurde ihrerseits im August 2015 von der Optimal Payments Group übernommen, durch ihr E-Wallet Neteller ein direkter Konkurrent von Skrill. Im November 2015 vollzog die Optimal Payments Group ein Rebranding zur Paysafe Group. paysafecard ist seither neben Neteller, Skrill, payolution und dem gleichfalls 2015 erworbenen kanadischen Unternehmen FANS Entertainment eine Tochterfirma der Paysafe Group. Andere frühere Marken der Gruppe, wie die Zahlungsplattform Netbanx, werden hingegen direkt unter der Marke Paysafe angeboten.

### Partnerschaften und weitere Entwicklungen
Seit Ende 2018 ist PaysafeCard durch die Partnerschaft zwischen Google und Paysafe als Zahlungsmethode für den Google Play Store in 10 europäischen Ländern verfügbar.
Infolge des bevorstehenden Brexit erwarb PaysafeCard – wie auch Skrill – im Jahr 2019 eine neue E-Geld-Lizenz in Irland. Seit 29. Oktober 2019 wird PaysafeCard in der EU unter der irischen Lizenz herausgegeben.

## Produkte und Angebote
Ende 2018 waren bei PaysafeCard folgende Produkte und Angebote erhältlich:

### PaysafeCard Codes
Die PaysafeCard dient dem Kauf digitaler Güter bei Webshops, die diese Zahlungsmöglichkeit anbieten. Der Kunde kann an den Verkaufsstellen (z. B. Tankstellen, Kioske, Postämter, Lotto-Annahmestellen, Lebensmitteleinzelhandel) verschiedene Guthaben im Bereich von üblicherweise 10 bis 150 € (oder ähnlichen Größenordnungen der jeweiligen Landeswährung) erwerben, die ihm in Form einer 16-stelligen Prepaid Code ausgehändigt werden. Standardwerte in der Eurozone sind 10, 25, 50 und 100 €. In Deutschland werden teilweise auch Codes im Wert von 15, 20 und 30 € angeboten, in der Schweiz sind die Werte 25, 75 und 150 CHF verfügbar. Dieser Code wird online während des Bezahlvorgangs bei einem Webshop angegeben, der verrechnete Betrag von der PaysafeCard abgebucht. Codes können mehrmals eingesetzt und auch miteinander kombiniert werden, so dass auch größere Beträge bezahlt und Restbeträge aufgebraucht werden können. Auf der offiziellen Webseite kann anhand des 16-stelligen Codes das noch vorhandene Guthaben abgefragt werden. Eine vollständig geleerte PaysafeCard ist nicht mehr einsetzbar, der Kunde kann nach Bedarf neue erwerben.
Die Codes sind ausschließlich während des Bezahlvorgangs in das Zahlungsfenster von PaysafeCard einzusetzen, auf das der Kunde vom Webshop weitergeleitet wird. Keinesfalls ist ein Code für einen Handel schriftlich oder per E-Mail weiterzugeben; bei entsprechenden Aufforderungen eines Warenanbieters handelt es sich um Betrugsversuche. Weiterverkauf von Codes ist nicht erlaubt.
In fast allen Ländern können die Kunden bis zu 10 Codes bei einer Zahlung kombinieren. Somit entspricht der maximal bei einer Transaktion zahlbare Betrag dem zehnfachen der höchsten im Land des Webshops angebotenen PaysafeCard, also in der Eurozone üblicherweise 1000 €, in der Schweiz 1500 CHF. In Deutschland hingegen dürfen aufgrund verschärfter Geldwäschebestimmungen nur mehr maximal drei Codes für einen Transaktionsbetrag von maximal 30 € kombiniert werden (unbeschadet der bis zu 100 € für Zahlung mit einem einzelnen Code). Für größere Beträge und bessere Kombinierbarkeit ist die Registrierung eines myPaysafe-Kontos möglich.

### myPaysafe
myPaysafe (früher my paysafecard) ist ein 2012/2013 eingeführtes, kostenfreies Online-Zahlungskonto, ähnlich den Cyberwallets der Schwesterfirmen Skrill und Neteller, aber nur mit paysafecard aufladbar. Es ist in den meisten europäischen Staaten verfügbar. In dieses Konto lassen sich Prepaid Codes hochladen zu einem vereinten Guthaben, das bei Webshops dann einfach durch Login mit Benutzername und Passwort und Bestätigung des Transaktionsbetrages genutzt werden kann. Es bietet auch eine Übersicht über alle Transaktionen, Aufladungen und Restguthaben. Das Mindestalter zur Registrierung beträgt 16 Jahre. Für mehrere Handelspartner, wie beispielsweise Google Play, ist eine Nutzung von PaysafeCard als Zahlungsmethode nur über myPaysafe möglich.
Ein myPaysafe Konto ist von seiner Natur her nicht anonym – Registrierung unter Realnamen mit korrekten Kontaktdaten ist erforderlich. In den meisten Staaten gibt es zwei Status, Standard und Unlimited. Ersterer erfordert nur eine Bestätigung der eigenen E-Mail-Adresse und Handynummer; das jährliche Auflade- und Transaktionsvolumen und das maximale Guthaben sind in der Eurozone mit jeweils 2500 € begrenzt. Für Unlimited ist eine Bestätigung der eigenen Identität mit eingescannten Dokumenten und Adress- oder Bankkontenverifizierung notwendig. Hier beträgt das maximale Guthaben 5000 €, die Umsätze und aufladbaren Beträge sind unbegrenzt (in der Schweiz gelten andere Schranken).

#### PaysafeCard direct
paysafecard direct ist ein 2016 eingerichtetes Service, mit dem Inhaber eines myPaysafe-Kontos Prepaid Codes direkt beim Einkauf in ihr
Konto hochladen lassen können. Zunächst generiert der Kunde im Konto einen Strichcode für einen Betrag bis zu 250 €. Diesen Strichcode kann er in einer Verkaufsstelle einscannen lassen und erhält mit der Bezahlung die Codes direkt in das Konto hochgeladen.

### PaysafeCard Mastercard
PaysafeCard Mastercard ist eine von Mastercard lizenzierte Kreditkarte, die kein Bankkonto erfordert und weltweit für Online- und Offline-Zahlungen verwendet werden kann. Sie ist in vielen europäischen Staaten erhältlich, im deutschsprachigen Raum aber nur in Österreich. Die Karte wird über ein myPaysafe Konto beantragt und in weiterer Folge auch darüber aufgeladen. Es fällt eine Jahresgebühr von 9,90 € an, sowie eine Aufladegebühr von 4 % des Aufladebetrages.
Die PaysafeCard Mastercard ist nur für Neukunden in Ländern erhältlich, in welchen „Account & Card“ nicht angeboten wird.

### PaysafeCard App
Die PaysafeCard App ermöglicht die bequeme Bedienung eines myPaysafe-Benutzerkontos mittels Smartphones. Zusätzlich ermöglicht die scan2pay-Funktion eine einfachere Aufladung und Bezahlung durch Einscannen des QR-Codes, der auf einer paysafecard zusätzlich zum Code abgedruckt oder in einem Bezahlformular angezeigt ist, und durch Verifizierung mittels Fingerscan.

### Paysafecash
Paysafecash ist ein 2018 eingeführter Service zur Offline-Barzahlung von Online-Einkäufen. Der Kunde schließt zunächst den Einkauf in einem Webshop ab und erhält einen Strich- oder QR-Code; diesen lässt er, analog zu paysafecard direct, in einer Partnerfiliale einscannen und bezahlt den Rechnungsbetrag. Mit Ende 2018 war Paysafecash in rund 20 Ländern verfügbar. In der Schweiz ist auch die Bezahlung über Fahrkartenautomaten möglich.

### YUNA
YUNA, eingeführt 2010 in mehreren europäischen Ländern, war die erste von paysafecard angebotene Mastercard. Derzeit ist nur noch die Variante YUNA TO GO in der Schweiz erhältlich. Sie kann an den Verkaufsstellen erworben und dort bereits aufgeladen werden; nach einer Online-Registrierung ist auch Wiederaufladung möglich.

### Gutschein-Shop
Im Gutschein-Shop lassen sich Gutscheine für Einkäufe von physischen Gütern bestimmter Anbieter erwerben, beispielsweise von Amazon, Zalando, Swarovski oder Otto. Der Bezahlung eines Gutscheins erfolgt über ein my paysafecard-Konto, wobei im Gutschein-Shop gesonderte Registrierung als User erforderlich ist, allerdings nur mit der E-Mail-Adresse.

### Account & Card
Ab 2023 bietet das Unternehmen einen Dienst namens Account & Card an, der ein myPaysafe-Konto mit einer IBAN zusammen mit einer physischen oder virtuellen Debit Karte bereitstellt. Der Dienst ermöglicht es den Kunden, SEPA-Überweisungen mit ihrem Kontoguthaben durchzuführen, ist jedoch nur in bestimmten Euro-Ländern verfügbar.

## Auszeichnungen
2023 wurde Paysafecash, die eCash-Lösung von Paysafe, bei den Global Payments Innovation Awards von The Digital Banker in der Kategorie „Best Payments Led Financial Inclusion Initiative“ hoch gelobt.
2022 wurde PaysafeCard, die Wiener Niederlassung von Paysafe, bei den Austria's Leading Companies Awards mit dem zweiten Platz in der Kategorie „Best International Companies“ ausgezeichnet, womit PaysafeCard bereits zum achten Mal zu den Top-Performern in Wien gehört. In den Jahren 2015 und 2017 wurde PaysafeCard mit dem ersten Platz in der gleichen Kategorie ausgezeichnet.
Im Jahr 2022 wurde Paysafe für seine eCash-Lösungen in der Kategorie „Bester Beitrag zur wirtschaftlichen Mobilität im Zahlungsverkehr“ bei den Fintech Futures' PayTech Awards hoch gelobt.

## Gebühren

### Endkunden
Der Erwerb und die normale Nutzung von PaysafeCard ist für den Kunden gebührenfrei – der bar bezahlte Betrag steht also zu 100 % für Bezahlung mit dem Code zur Verfügung. Auch für die Guthabenabfrage und Transaktionsübersicht über das Internet, die Nutzung von myPaysafe und von der App fallen keine Kosten an.
Bei Bezahlung in einer anderen Währung, als auf dem Code ausgewiesen, wird ein Umrechnungsaufschlag von 2 % erhoben. Ist eine PaysafeCard 30 Tage (AGB 08/2022) nach Kauf nicht aufgebraucht, oder wurde ein myPaysafe-Konto ein Jahr lang nicht für Zahlungen verwendet, fällt eine Gebühr von 3 € bzw. 2 € pro Monat an, schlimmstenfalls bis das Restguthaben aufgebraucht ist. Für Rücktausch und Auszahlung eines Codes oder eines myPaysafe-Guthabens wird eine Bearbeitungsgebühr von 2,50 € einbehalten. Außerdem verrechnen einige Webshops eine Transaktions- oder Einzahlungsgebühr, die dem Kunden aber vor Durchführung angezeigt werden muss.

## Sicherheit
Besonderes Unterscheidungsmerkmal zu anderen Online-Zahlungsmitteln ist neben dem Prepaid-Prinzip, dass keine persönlichen Daten des Benutzers erforderlich sind, um einen Zahlvorgang zu tätigen. Die PaysafeCard bildet einen geeigneten Schutz gegen Dritte, da bei Missbrauch maximal der Betrag auf der Karte verlorengehen kann. PaysafeCard bietet durch das inhärente Prepaid-Verfahren nahezu vollständigen Schutz vor Identitätsdiebstahl bzw. Phishing.

### Alter des Kunden
Der Erwerb einer PaysafeCard unterliegt keiner bestimmten Altersuntergrenze. Beim Verkauf an Minderjährige ist von Seiten der Verkaufsstellen der Taschengeldparagraph zu berücksichtigen.
Bei einem Kauf eines Artikels mit Altersbegrenzung überprüft der Online-Händler selbst, ob der Artikel an den jeweiligen Kunden ausgegeben werden darf. Auch im Falle eines Widerspruchs gegen den Kauf durch den Erziehungsberechtigten steht nicht PaysafeCard in der Pflicht, sondern der Händler.
Die Registrierung eines myPaysafe-Kontos erfordert ein Mindestalter von 16 Jahren.